# San Marino ai Giochi della XIX Olimpiade
San Marino partecipò alle XIX Olimpiadi, svoltesi a Città del Messico dal 12 al 27 ottobre 1968, con una delegazione di 4 atleti.
- Capo missione: Ferruccio Piva

## Ciclismo
- Enzo Frisoni, corsa su strada
- Gerardo Lettoli, corsa su strada

## Tiro a volo
- Leo Franciosi, fossa olimpica
- Salvatore Pelliccioni, fossa olimpica